# 타이얼좡 전투
타이얼좡 전투(台儿庄会战)는 중일 전쟁 초기 1938년 3월 24일부터 1938년 4월 7일까지 타이얼좡 구 지역에서 벌어진 중화민국과 일본 제국간의 전투였다. 중화민국군이 대승을 거뒀으며, 이 전투는 중일 전쟁 개전 이래 중화민국이 처음으로 승리한 전투였다. 타이얼좡은 대운하 동쪽에 위치한 소도시로, 쉬저우에서 동북쪽에 위치한 전방요새였다. 또한 진푸 철도와 룽하이 철로가 쉬저우에 위치하고 있었기 때문에 일본군은 이 지역을 병참기지로 활용할 예정이었지만 타이얼좡 전투에서의 패배로 계획에 차질이 빚어졌다.

## 배경

### 정치 및 전략적 상황
1938년까지 중국군은 상하이 전투와 난징 전투에서의 참패로 크나큰 손실을 입었다. 특히 중국 공군과 해군은 완전히 사라지게 되었다. 그럼에도 불구하고 중국군의 항일전 의지는 약해질 기미가 보이지 않았다. 1월 30일 일본군 사령부는 중국에서의 상황을 검토한 뒤 8월까지 어떠한 작전도 진행하지 않기로 결정했다. 일본의 히로히토는 일본이 새로 점령한 영토를 통치하고 병력을 강화하는데 1년 이상이 걸릴 것이라 예상했다. 이에 따라 일본 고위간부들은 중국에서의 전쟁을 끝내기 위한 결정적이고도 유연한 공세를 1939년까지 연기하기로 결정했다.
이 무렵 장제스는 트라우트만 중재를 거부하고 직접 "지금부터 국민 정부는 협상을 일절 하지 않겠다."고 선언했다. 2월 20일 중국은 주일대사인 쉬스잉을 강제소환했으며 다음 날인 2월 21일 일본 역시 주중대사인 가와고에 시게루를 본국으로 철수시켰다. 한편 장제스는 전쟁에 집중하기 위해 중화민국 행정원장에서 사임하기도 했다. 중일 양국이 전쟁에 대해 보여준 행동은 전혀 상반되고 있었다. 중국은 전의를 불태우고 있는 반면, 일본은 여전히 머뭇거리고 있었다.